# Vida y muerte en Shanghai
Vida y muerte en Shanghai es la autobiografía de la autora sinoestadounidense Nien Cheng.

## Trama
El libro empieza con la Revolución cultural en China. Los guardias rojos estaban invadiendo las casas de los intelectuales, los de la alta sociedad, y de quienes consideraban enemigos del Estado. A Cheng, empleado de la Shell se la llevaron a una reunión de la lucha e hicieron que denunciara a sus compañeros de trabajo, acusándoles de espionaje y de ser enemigos del Estado. Mientras estuvo encarcelada, durante seis años, tuvo varias interrogaciones con guardias y oficiales de alto rango. 
El libro también trata sobre su vida tras la prisión, en particular de la búsqueda de su hija hasta enterarse de su muerte. Termina con su traslado a Estados Unidos.
- Datos: Q1255697